# San Gabriel (Ecuador)
San Gabriel è una parrocchia urbana dell'Ecuador, capoluogo del cantone di Montúfar, nella provincia del Carchi.